# Tommie Smith
Tommie Smith (* 6. června 1944 Clarksville, Texas) je bývalý americký atlet, sprinter.

## Kariéra
V roce 1967 vybojoval na světové letní univerziádě v Tokiu stříbrnou medaili v běhu na 100 metrů a zlato na dvojnásobné trati.

### Mexico City 1968
Na Letních olympijských hrách 1968 v Mexiku získal zlatou olympijskou medaili v běhu na 200 metrů v tehdejším novém světovém rekordu 19,83 s.
Spolu s Johnem Carlosem v době, kdy byla hrána státní hymna USA a oba stáli na stupních vítězů, zdvihli zaťatou pěst s černou rukavicí na ruce a sklonili hlavu na znak utlačování černochů v USA. Oba za to byli posléze i vyloučeni z amerického týmu a opustili olympijskou vesnici.

## Rychlostní rekord
Tommie Smith v roce 1966 údajně zaběhl úsek posledních 20 yardů svého rekordního běhu na 220 yardů (201,17 m) za 1,53 sekundy, což odpovídá rychlosti 11,95 m/s (43,03 km/h). V té době to byl neoficiální rychlostní rekord.